# 쿠니오 사토
사토 쿠니오(일본어: 佐藤 邦雄, 1940년 ~)는 일본의 일러스트레이터이다. 1940년 일본 오사카에서 출생, 타카마쯔와 토쿠시마에서 자랐다. 1964 오사카 난바 디자이너 스쿨을 졸업하고 이마타케조형미술연구소에서 디자이너로 활동, 1976년 일러스트레이터 집단 스푼을 설립 후 동물을 의인화한 일러스트를 그리기 시작하여 YOUNG JUMP COMICS(ヤングジャンプ・コミックス)의 표지, NHK의 '어머니와 함께'라는 방송의 캐릭터 디자인을 담당하였고, 여러 작품 활동을 해오며 세 권의 동물 일러스트레이션 화집을 출간하였다. 2005년에는 오사카에 (주)쿠니오를 설립 후 갤러리를 오픈하였으며, 일본뿐만이 아니라 독일, 이탈리아, 네덜란드, 독일, 스위스 등 해외에서도 그의 작품을 담은 아트상품을 출시했다. 그 외에도 일본 및 한국에서 쿠니오콜렉션(KUNIO COLLECTION)이라는 아트상품 등으로 폭넓게 활동을 지속해 오고 있다..